# غواصة يو سي-102
يو سي-102 غواصة ألمانية من فئة يو سي 2 لزرع الألغام البحرية خدمت في البحرية الإمبراطورية الألمانية خلال الحرب العالمية الأولى. 